# Drosophila jambulina
Drosophila jambulina este o specie de muște din genul Drosophila, familia Drosophilidae, descrisă de Parshad și Paika în anul 1965. Conform Catalogue of Life specia Drosophila jambulina nu are subspecii cunoscute.